# Nunnestenskvätta
Nunnestenskvätta (Oenanthe pleschanka) är en fågel som tillhör släktet stenskvättor. Släktet räknades tidigare till familjen trastar, men är numera placerat inom familjen flugsnappare (Muscicapidae). Nunnestenskvättan häckar från sydostligaste Europa österut till Kina och flyttar vintertid till främst östra Afrika. Den är en tillfällig gäst i övriga Europa, med ett 60-tal fynd i Sverige. IUCN kategoriserar den som livskraftig.

## Utseende och läte
Nunnestenskvättan blir 14–15 cm lång. På våren är den adulta hanen svartvit, med vit hjässa, nacke, bröst och undergump. Övre delen av bröstet är beigefärgat medan vingarna och resten av huvudet är svart. Till skillnad från medelhavsstenskvättorna är även ryggen mörk. Den finns en sällsynt morf, vittata, där hanen har ljus strupe. Stjärten är vit med svarta centrala stjärtfjädrar, svart ändband och med delvis svärta på de yttre stjärtfjädrarna, likt ett bakvänt svart T. Olikt de flesta andra stenskvättor (men likt medelhavsstenskvättorna) är ändbandet inte jämnbrett utan tunnare i mitten och bredare utåt kanterna. 
Honan är brunare med sandfärgade örontäckare, gråsolkigt huvud, smutsvitt och streckat bröst. Den är mycket lik hona av östlig medelhavsstenskvätta men är mörkare, kallare brun och något fjällig på ovansidan, medan undersidan är mer skärgrå med viss fläckighet. På våren är strupen också i varierande grad mörk.

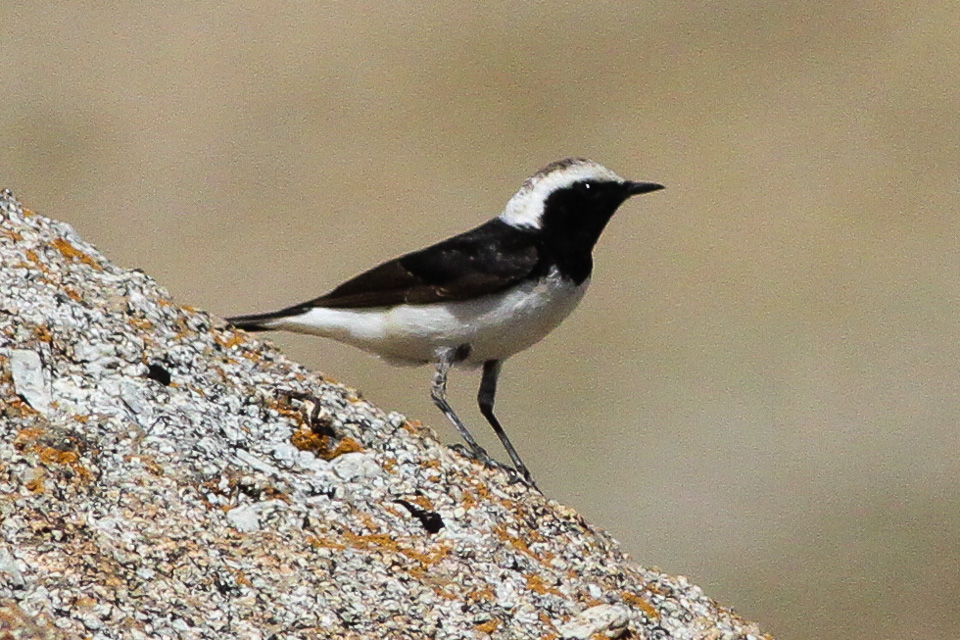
Hane i Samarkand.
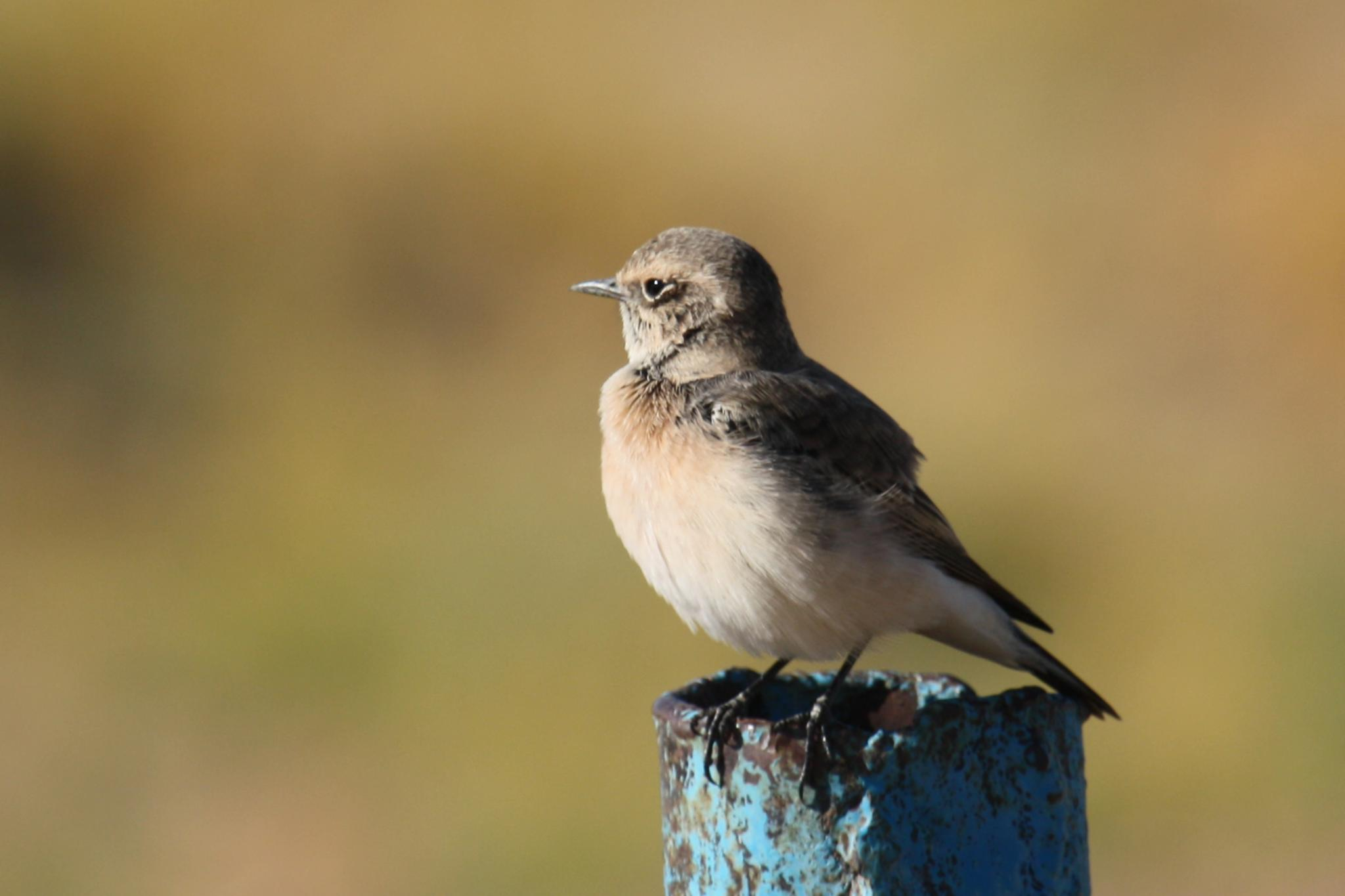
Ungfågel i Mongoliet.
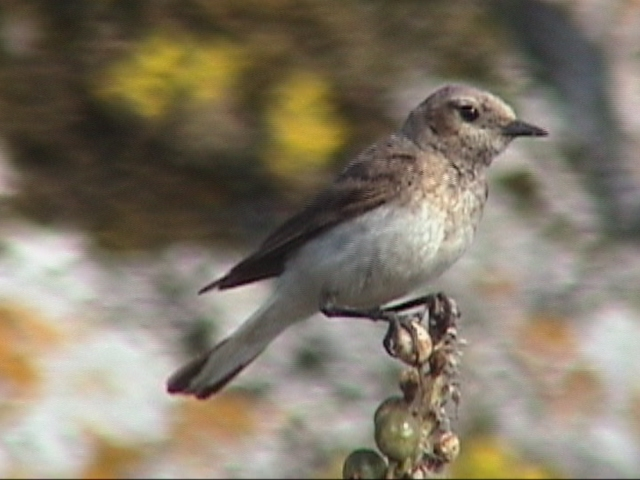
Hona i Bulgarien.

Även lätena är mycket lika medelhavsstenskvättorna. Den explosiva och kvittriga sången är möjligen något kortare med längre pausering mellan stroferna. Ibland dras stroferna ut och härmningar blandas in. Bland övriga läten hörs fräsande "brsche", smackande "tschack" och varnande visslande "vih".

## Utbredning och systematik
Nunnestenskvättan häckar från den allra sydostligaste delen av Europa genom Centralasien till Kina, närmare bestämt från nordöstra Bulgarien, östra Rumänien och södra Moldavien fläckvist österut till södra Uralbergen, Mongoliet, Transbajkal, centrala och västra Afghanistan, norra Pakistan, nordvästra Himalaya och nordöstra Kina.
Den är en flyttfågel med övervintringsområden främst i östra Afrika. Merparten av flyttstråket går öster och söder om Jordanien. Arten har även övervintrat i Indien. 
Arten är en mycket sällsynt gäst i västra och norra Europa. I Sverige har den setts vid ett 60-tal tillfällen, första gången vid Fläcksjön i Västmanland 1975. De allra flesta observationer har gjorts i oktober.

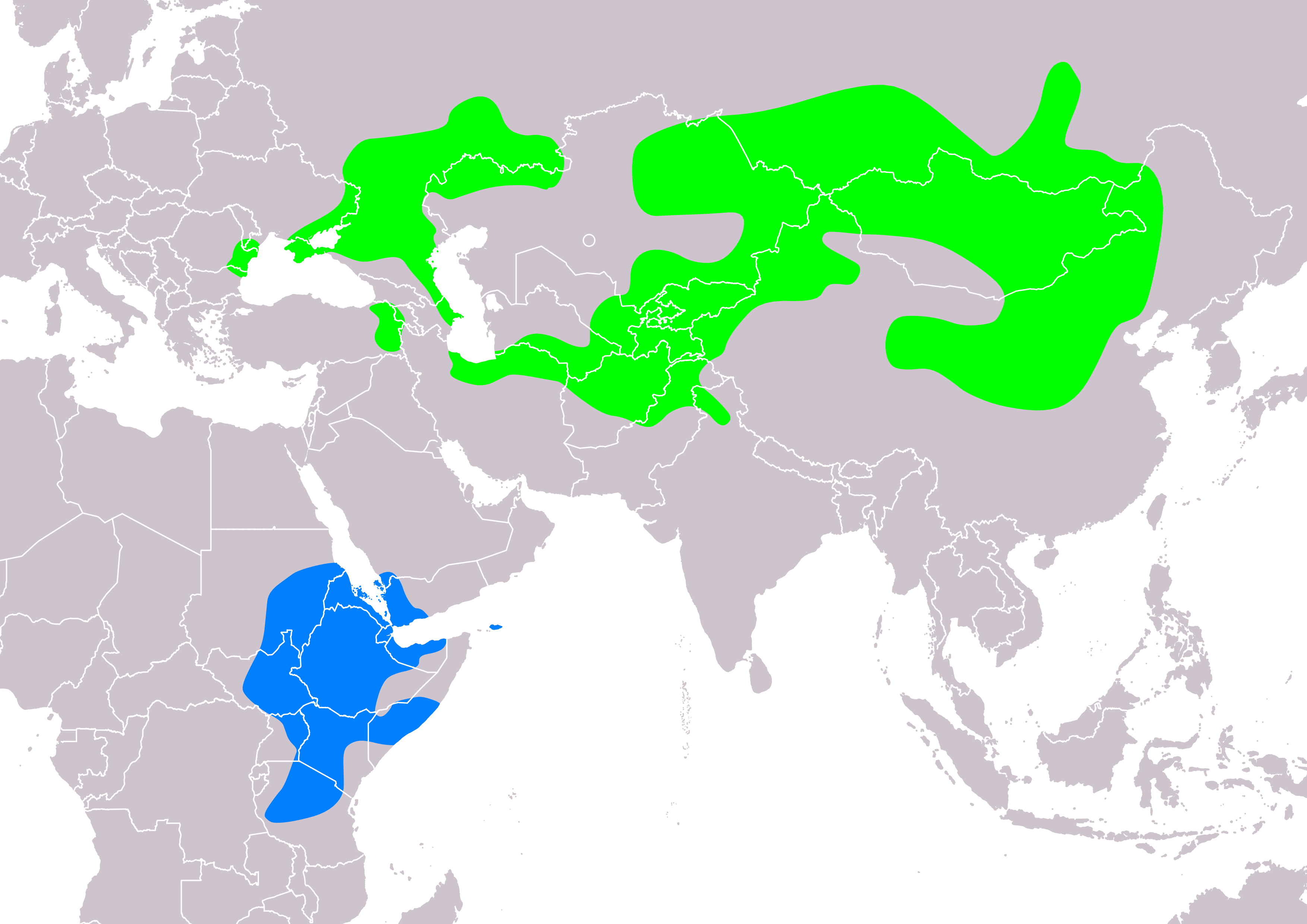
Nunnestenskvättans utbredningsområde, där grönt är vistelse häckningstid och blått är övervintringsområde.

### Släktskap
Systematiken kring nunnestenskvättan är komplicerad. Genetiskt står den mycket nära medelhavsstenskvättan och cypernstenskvättan. I ett område öster om Kaspiska havet består populationen av 12 % hybrider mellan medelhavsstenskvättan och nunnestenskvättan medan andelen i andra områden är mycket låg.
Nyligen utförda genetiska studier visar att det egentligen är taxonet melanoleuca, traditionellt behandlat som en underart till medelhavsskvätta, som står nunnestenskvättan nära, medan nominatformen av medelhavsstenskvättan är mer avlägset släkt. Det har medfört att flera auktoriteter, däribland BirdLife Sverige, har delat upp medelhavsstenskvättan i två olika arter, östlig (melanoleuca) och västlig (hispanica).

### Familjetillhörighet
Stenskvättorna ansågs fram tills nyligen liksom bland andra buskskvättor, stentrastar, rödstjärtar vara små trastar. DNA-studier visar dock att de är marklevande flugsnappare (Muscicapidae) och förs därför numera till den familjen.

## Ekologi
Nunnestenskvättan förekommer i stenig halvöken, kala bergsluttningar och stäpplandskap med låg växtlighet och högplatåer. Den häckar från början av maj till augusti. Boet byggs vanligen i en klippskreva och kullen består av fyra till sex ägg. Fågeln lever av invertebrater, framför allt myror och skalbaggar, men kan också äta frukt på hösten.

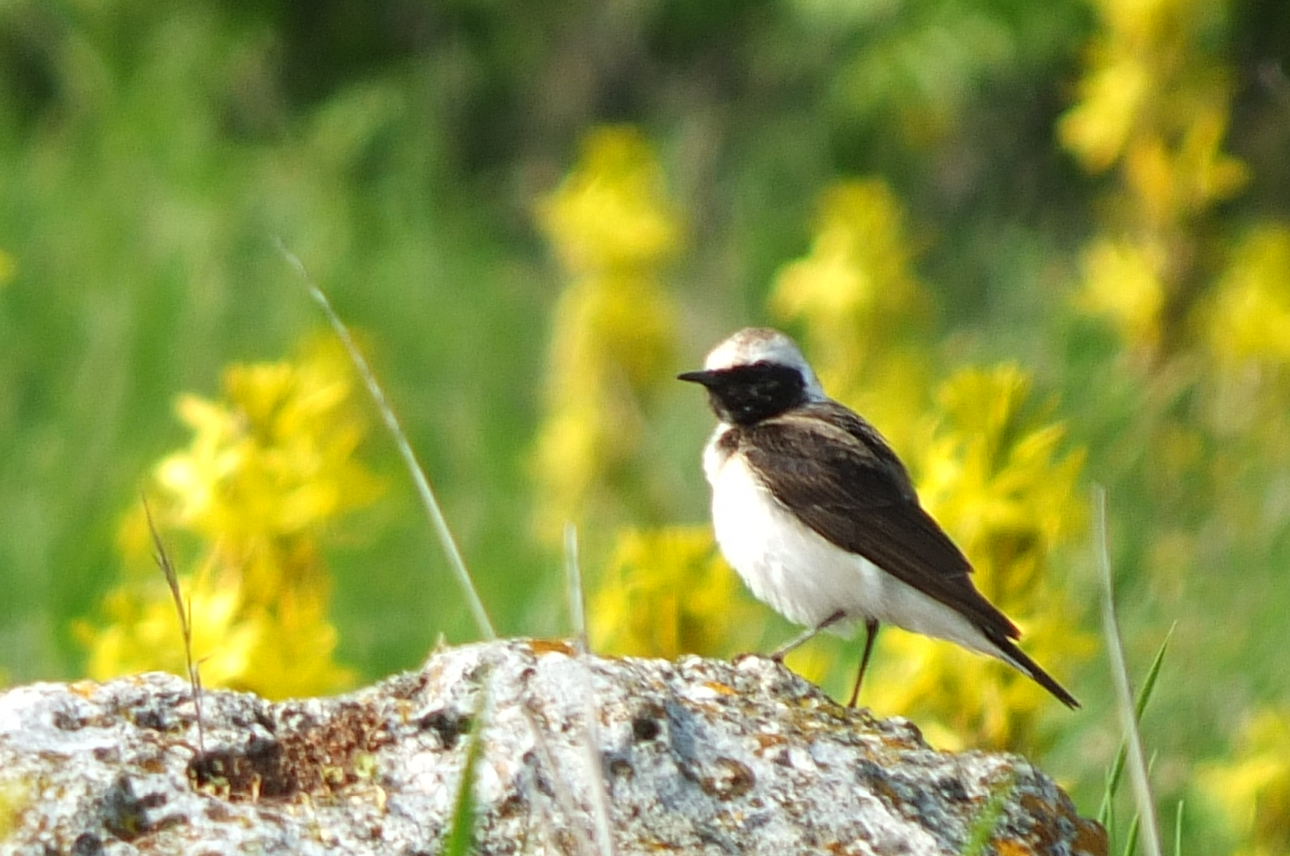
Hane nunnestenskvätta fotograferad på häckplats i Bulgarien.

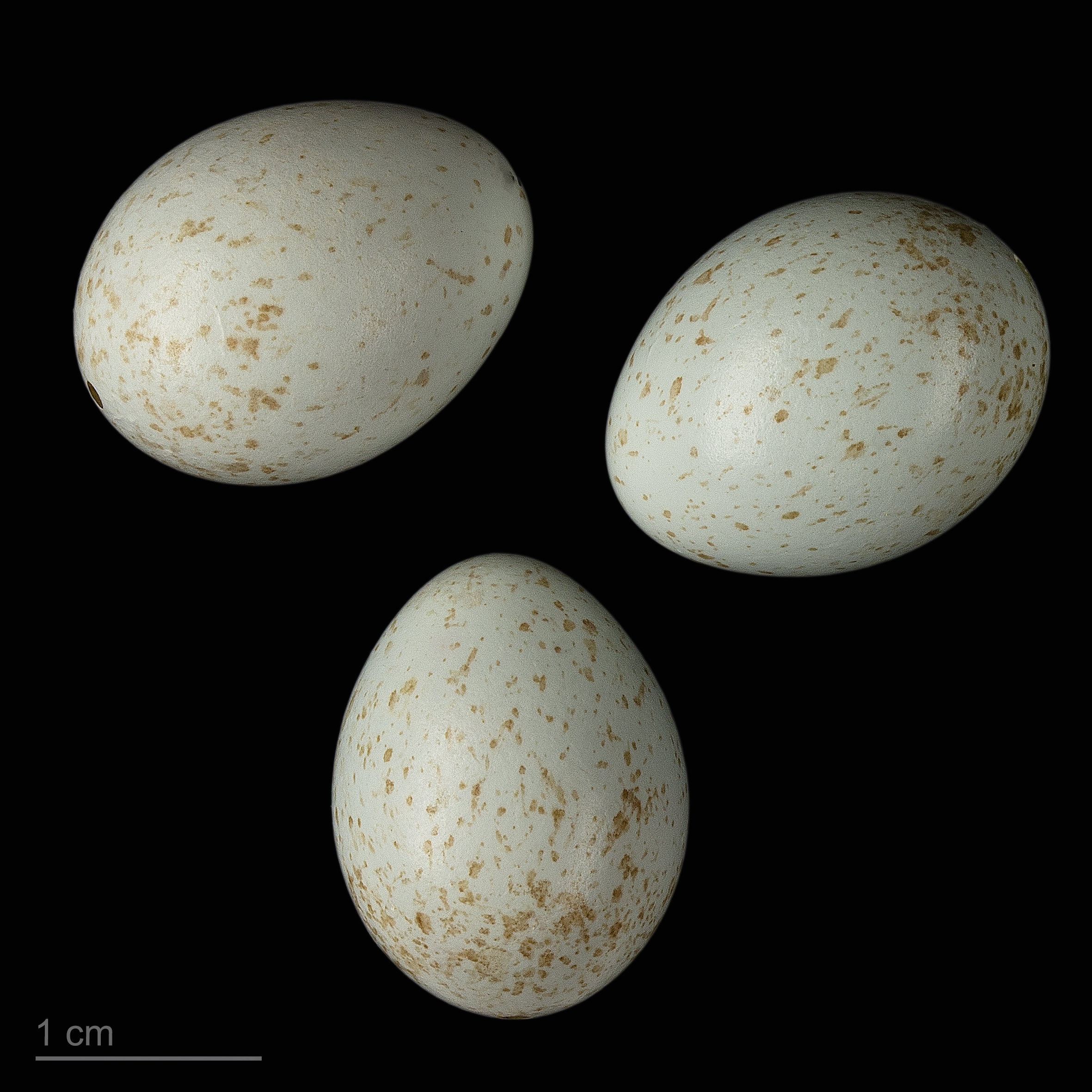
Oenanthe pleschanka

## Status
Arten har ett stort utbredningsområde och internationella naturvårdsunionen IUCN kategoriserar arten som livskraftig. Beståndsutvecklingen är dock oklar. Världspopulationen uppskattas till mellan 545 000 och knappt en miljon adulta individer.

## Namn
Det vetenskapliga namnet pleschanka kommer av ryskans Pleshanka för fågeln, där plesh betyder "kal fläck på huvudet".